# کرم (آرایشی)

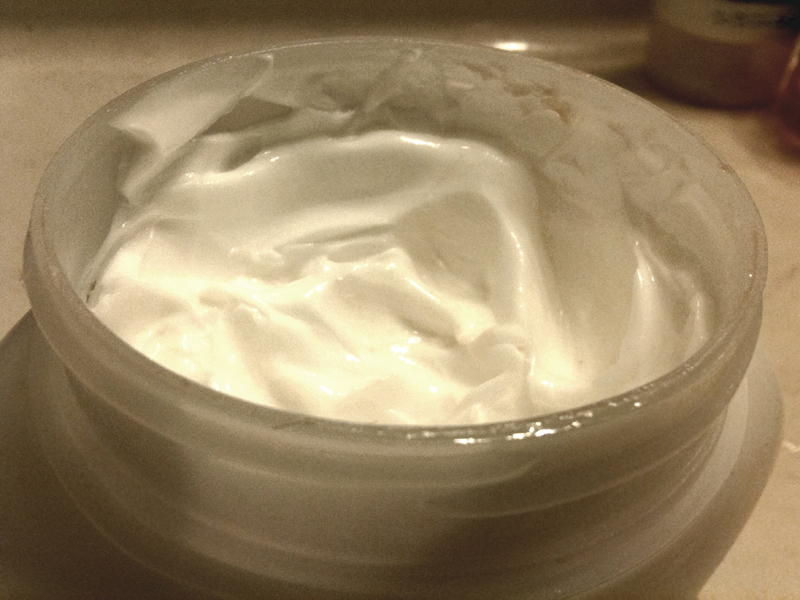
کرم آرایشی

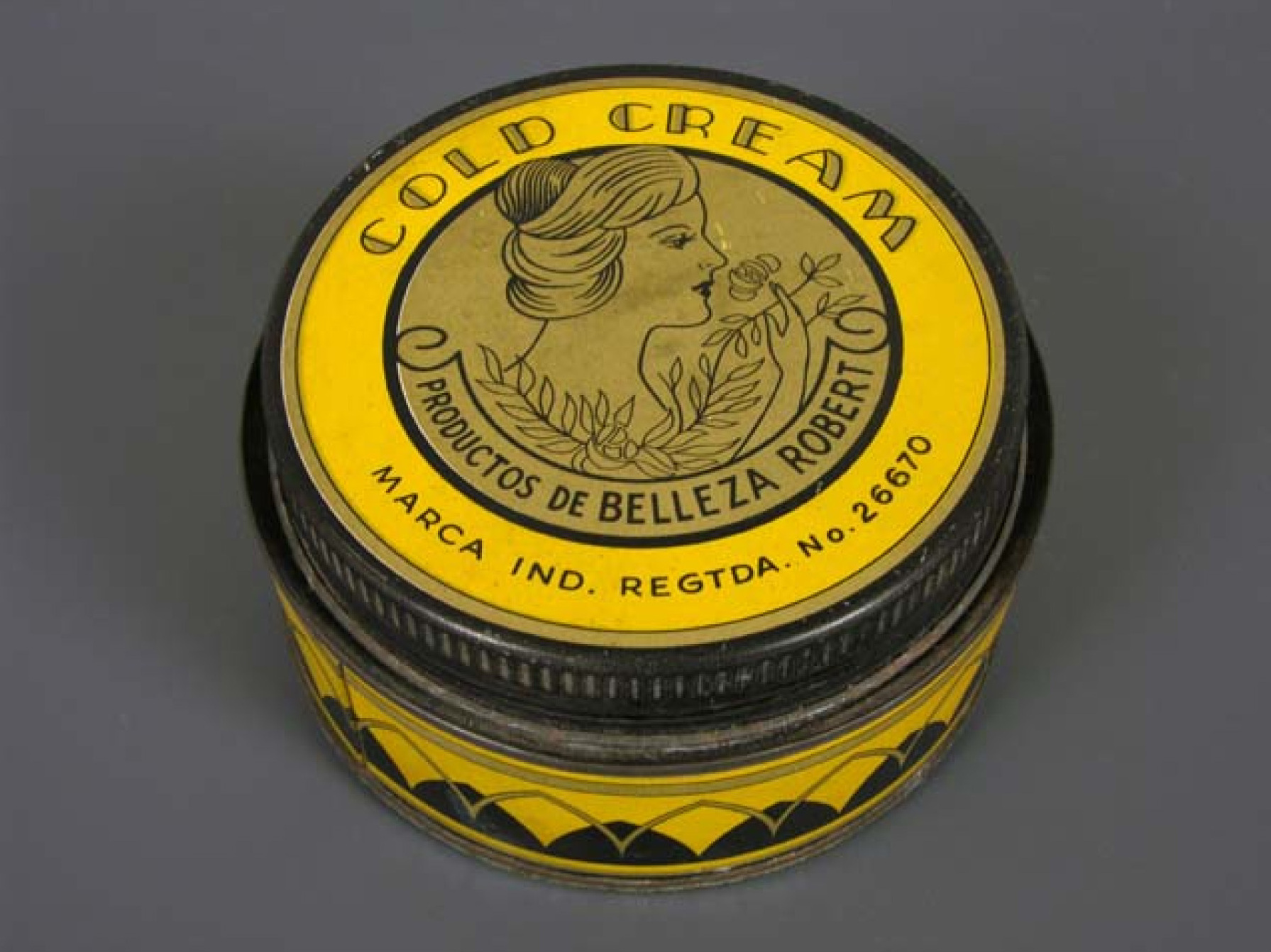
کرم آرایشی

کرم آرایشی (به فرانسوی: crème) شکل نیمه‌جامدی برای محصولات دارویی و آرایشی است. کرم از موادی است که در آرایش و زیبائی به کار می‌رود و عبارت است از مخلوط یک یا چند مادهٔ معطر همراه با گردهای زیبایی که در چربی حیوانی از جمله خوک یا وازلین یا چربی پشم، کاملاً ممزوج شده و به صورت نوعی پماد درآمده‌است که منحصراً به مصرف آرایش و زیبایی می‌رسد و بیشتر برای نرم کردن و خوشبو کردن و خوشرنگ کردن دست و صورت به کار می‌رود.